# Ischnovalgus kolbei
Ischnovalgus kolbei är en skalbaggsart som beskrevs av Ruter 1969. Ischnovalgus kolbei ingår i släktet Ischnovalgus och familjen Cetoniidae. Inga underarter finns listade i Catalogue of Life.